# Golotreni, Vâlcea
Golotreni este un sat ce aparține orașului Brezoi din județul Vâlcea, Oltenia, România.
 Acest articol despre o localitate din județul Vâlcea este deocamdată un ciot. Puteți ajuta Wikipedia prin completarea lui.